# Pen-&-Paper-Rollenspiel

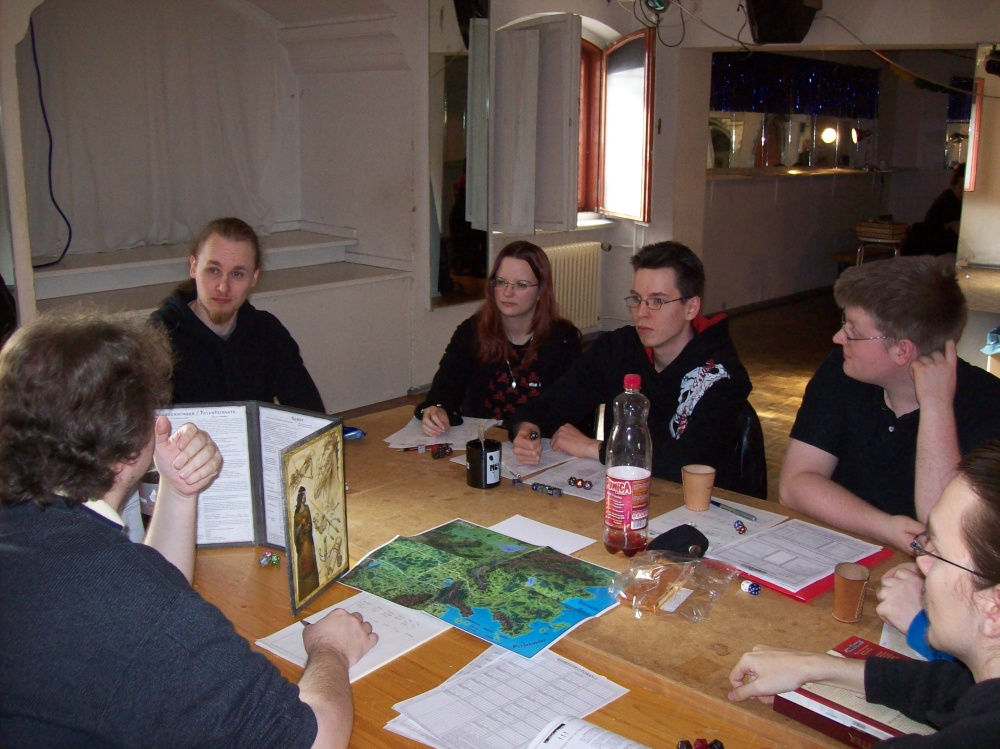
DSA-Rollenspieler auf der Burg-Con in Berlin 2009. Der Spielleiter sitzt links.

Das Pen-&-Paper-Rollenspiel (engl. pen „Stift“ und paper „Papier“, von tabletop role-playing game oder pen-and-paper role-playing game, abgekürzt TTRPG oder TRPG) ist ein Spiel, bei dem die Mitwirkenden fiktive Rollen einnehmen und gemeinsam durch Erzählen ein Abenteuer erleben. Als Hauptspielmittel werden fast immer die namensgebenden Stifte und Papier eingesetzt, um die dargestellten Rollen auf Charakterbögen zu beschreiben und Notizen zum Spielverlauf zu machen. Nicht zuletzt gehören zum papiernen Material Rollenspielabenteuer, Spielwelt-Beschreibungen und Spielregel-Handbücher. So gut wie immer werden auch Spielwürfel oder andere Zufallselemente verwendet.
Stark vereinfacht kann das Pen-&-Paper-Rollenspiel als Mischung aus herkömmlichem Gesellschaftsspiel, Erzählung und Improvisationstheater beschrieben werden. Häufig moderiert ein Spielleiter das Spiel, setzt den Handlungsrahmen und trifft wesentliche Entscheidungen bezüglich der Schauplätze, der auftretenden Ereignisse und Nebendarsteller (Nicht-Spieler-Charaktere, NSCs). Die anderen Spieler stellen in diesem Rahmen ihre fiktiven Figuren, die Spielercharaktere (SCs), dar und treffen für sie die Entscheidungen im Rahmen vorgegebener Regelsysteme. Letztere sollen dabei helfen zu bestimmen, inwieweit die fiktiven, nur verbalisierten Handlungen der Figuren erfolgreich sind, ob z. B. die Spielfigur beim Sprung von einer hohen Mauer unverletzt bleibt. Der Erfolg oder Misserfolg dieser fiktiven Handlungen wird mithilfe von Spielwürfeln, seltener auch Spielkarten, simuliert.
In der Rollenspielerszene werden Pen-&-Paper-Rollenspiele meist schlicht als Rollenspiele (RS, RSP) oder Role-Playing Games (RPG) bezeichnet. „Pen-&-Paper“ wird üblicherweise dann vorangestellt, wenn der Gegensatz zu anderen derartigen Spielformen wie Live-Rollenspiel, Computer-Rollenspiel oder Foren-Rollenspiel betont werden soll. Der Einsatz von Papier und Stiften ist ein markantes Unterscheidungskriterium. Selten werden auch die eingedeutschten Bezeichnungen „Papier-und-Stift-Rollenspiel“ oder „Papier-und-Bleistift-Rollenspiel“ verwendet; eine weitere alternative Benennung ist „Tischrollenspiel“.
Wissenschaftliche Theorien zur Funktionsweise von Rollenspielen sind rar, doch erste Ansätze einer Rollenspieltheorie haben sich bereits herausgebildet. Darüber hinaus gibt es zahlreiche Untersuchungen zum Phänomen Rollenspiel, die sich jedoch überwiegend auf studentische Haus-, Diplom- und Magisterarbeiten beschränken.

## Funktionsweise

### Rollenverteilung

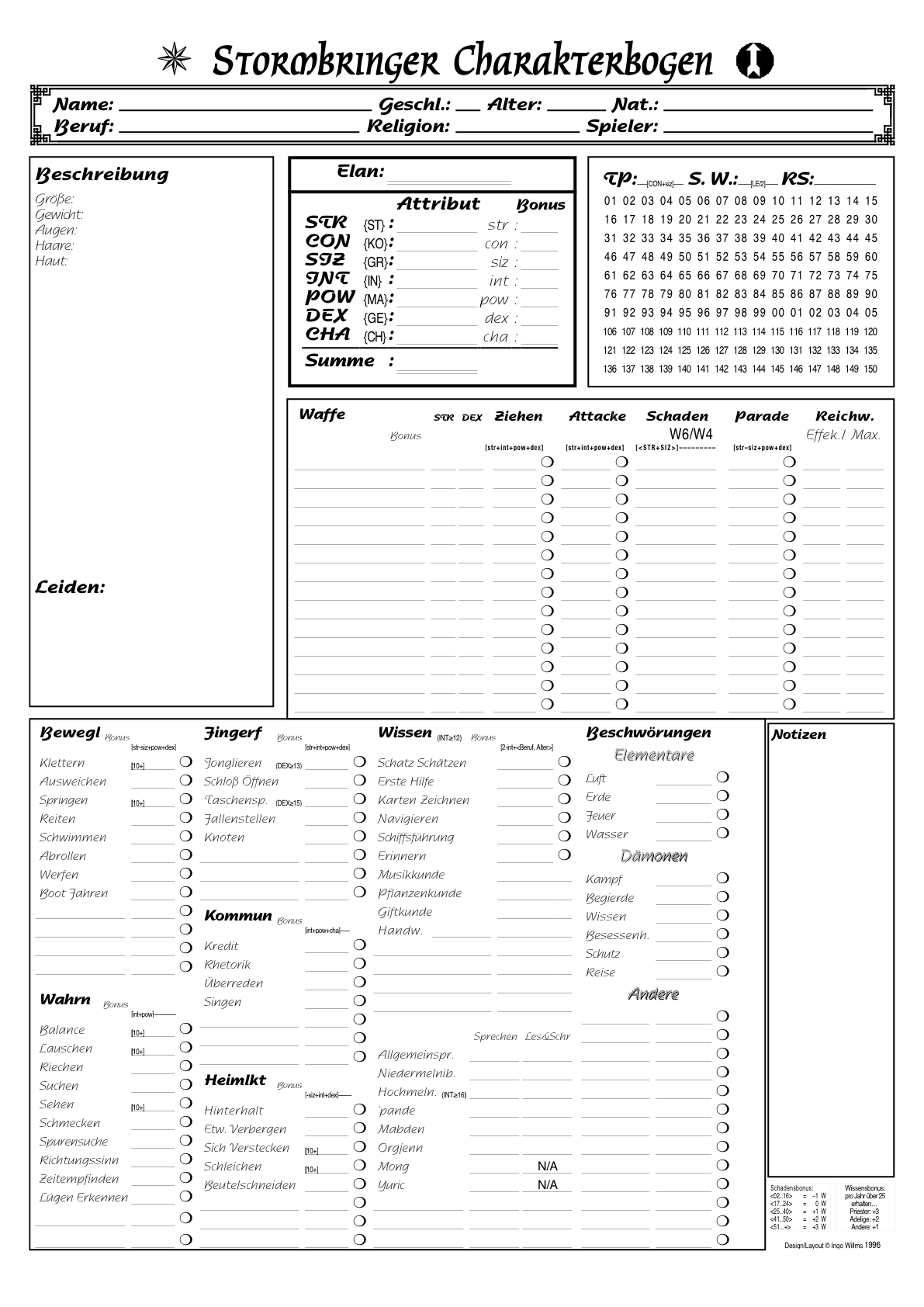
Ein „Charakterbogen“ des Pen-&-Paper-Rollenspiels Sturmbringer. Die Eigenschaften der Spielercharaktere werden hier vermerkt.

Bei den meisten Regelsystemen übernimmt einer der Spieler die Rolle des Spielleiters oder Erzählers. Häufig wird für diese Rolle auch die aus Das Schwarze Auge übernommene Bezeichnung „Meister“ oder der aus Dungeons & Dragons (D&D) stammende Begriff „Dungeon Master“ (DM, deutsche Bedeutung: Kerkermeister) verwendet. Zu den Aufgaben des Spielleiters zählt es, den Mitspielern zu beschreiben, was deren Spielfiguren widerfährt. Bildlich gesprochen ist er Auge und Ohr der Spieler und übernimmt die Rolle aller Nicht-Spieler-Charaktere, die mit den Spielfiguren interagieren. Ferner ist er Schiedsrichter und Moderator. Die Spieler dagegen sind Darsteller der Spielercharaktere, die die vom Spielleiter vorskizzierte Geschichte tragen. Die Handlungen der Spielercharaktere werden – entsprechend ihrer Hintergrundgeschichte, ihren Fähigkeiten und Zielen – von den Spielern festgelegt. Der Spielleiter kennt die Rahmenhandlung sowie relevante Ereignisse und Hintergründe der Spielwelt und baut die nicht vorherzusehenden Aktionen und Reaktionen der Mitspieler, die durch die Handlungen ihrer Figuren den Verlauf der Geschichte zu beeinflussen versuchen, ins Spiel ein.
Manche freien, regelarmen Rollenspiele, auch Indie-Rollenspiele oder Erzählrollenspiele genannt, weichen von dieser Rollenverteilung ab. Beispiele für Rollenspiele, in denen die Spieler mehr Erzählrechte haben, sind 10 Candles, Fate, InSpectres oder Wushu. Einige Rollenspiele verzichten ganz auf einen Spielleiter, hier übernimmt jeder Spieler auch die Rolle des Erzählers und bestimmt die Ergebnisse seines Handelns. Beispiele für spielleiterlose Rollenspiele sind Fiasco oder Microscope.

### Spielmechanismus
Der Spielleiter schildert den Spielern ihre Situation, beispielsweise so:

„Ihr reitet gemütlich durch den dicht bewachsenen Hohlweg, als plötzlich ein Schwarm Vögel vor euch auffliegt. Offenbar wurden sie aufgescheucht, aber wahrscheinlich nicht durch euch. Was tut ihr?“

Auf diese Ausgangslage reagieren die Spieler dadurch, dass sie die Aktionen ihres Charakters bestimmen (hier zum Beispiel: innehalten und lauschen, rufen, Waffen ziehen oder sich im Gebüsch verstecken). Der Spielleiter beschreibt anschließend die Veränderungen und Reaktionen der Umwelt aufgrund dieser Aktionen und seiner Kenntnis der Rahmenhandlung. So entsteht – im Gegensatz zu einer gewöhnlichen Geschichte – ein Dialog zwischen Spielern und Spielleiter, in dem durch Aktionen und Reaktionen die Geschichte erzählt wird.
Dabei muss die Aktion keineswegs vom Spielleiter ausgehen. Vielmehr wird erwartet, dass die Spieler aktiv werden, anstatt in passiver Reaktion zu verharren. Gespräche, die zwischen den Charakteren der Spieler untereinander oder zwischen ihnen und vom Erzähler verkörperten NSCs stattfinden, werden von den Spielern häufig in wörtlicher Rede gestaltet oder sogar schauspielerisch untermalt. Diese Parallelität des Geschehens in der wirklichen Welt mit dem Geschehen in der Spielwelt bleibt jedoch auf Gespräche beschränkt; Bewegungen und andere körperliche Aktionen werden im Gegensatz zum Live-Rollenspiel nicht oder nur ansatzweise nachgestellt.
Bei Erzählrollenspielen und weiteren Systemen übernimmt jeder Spieler im Wechsel die Rolle des Erzählers.

### Regelsysteme

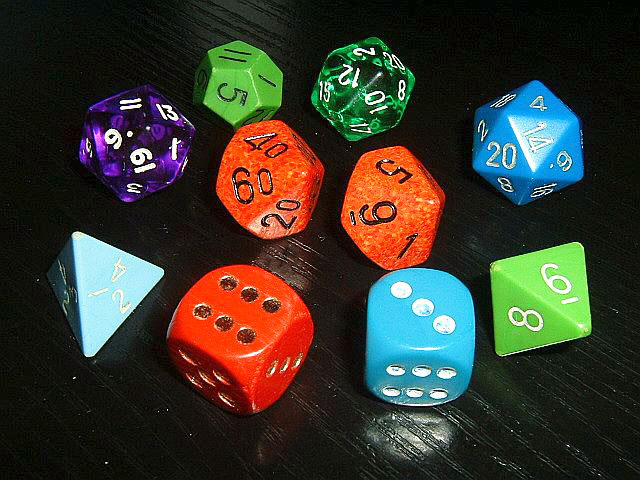
Verschiedene Würfel dienen in den meisten Pen-&-Paper-Rollenspielen als Zufallsgeneratoren.

Pen-&-Paper-Rollenspiele verwenden üblicherweise Regelsysteme, die mehreren Zwecken dienen:
- Sie definieren die Stärken und Schwächen eines Charakters in Relation zur Spielwelt. Dies geschieht üblicherweise durch das Festlegen von numerischen Werten für die verschiedenen Fähigkeiten und Eigenschaften eines Charakters.
- Sie helfen bei der Entscheidung über den Ausgang zweifelhafter Situationen, indem sie einen Mechanismus zur Verfügung stellen, der die Fähigkeiten eines Charakters mit der Schwierigkeit einer Aufgabe vergleichbar macht.
- Sie bringen ein Zufallselement ins Spiel, das als Spannungsmittel dient. Als Zufallselement dienen dabei üblicherweise Spielwürfel. Je nach Regelwerk werden hierbei unterschiedliche Würfel verwendet. Es gibt unter anderem die folgenden Würfel: W4, W6, W8, W10, W12, W20 und W100.[3]
- Sie definieren das Ausscheiden eines Charakters aus dem Spiel, zum Beispiel durch Tod.
- Sie definieren Mechanismen, die den Fluss der Geschichte beeinflussen können, etwa durch die zeitweilige Übergabe des Erzählrechtes an einen Spieler.

Die Werte für Stärken und Schwächen eines Charakters werden auf einem Blatt Papier, dem Charakterbogen, festgehalten. Da sich diese Angaben im Laufe des Spiels ändern können, wird zumeist mit Bleistift geschrieben.
Da die vorgegebenen Regeln nicht immer konsistent sind und nicht dem Geschmack der Mitwirkenden entsprechen müssen, besteht die Möglichkeit, Regeln und Werte zu ändern und dem eigenen Spielstil anzupassen, also „Hausregeln“ zu entwickeln. Da dies zu Problemen führen kann, ist dies eher die Ausnahme als die Regel, wenn sich Mitglieder verschiedener Gruppen treffen, um gemeinsam zu spielen.
Um den Spielern weitere Anregungen zu bieten und die Fantasiewelten bunter und komplexer zu gestalten, werden neben den Regelbüchern auch Rollenspielabenteuer vertrieben, die Überblick und Materialien für eine Rahmenhandlung bereitstellen und vom Spielleiter zur Vorbereitung des Spiels gelesen werden. Die außerdem in fast allen Rollenspielen veröffentlichten „Quellenbücher“ enthalten weitere Informationen zur Spielwelt, etwa Landkarten, geographische, kulturelle und geschichtliche Angaben, neue Möglichkeiten zur Erschaffung von Charakteren und Zusatzregeln.

#### Klassische und moderne Regelsysteme
Klassische Rollenspielregelsysteme übernehmen meist das vom Ur-Rollenspiel D&D angelegte Prinzip der Charakterklassen, Erfahrungsstufen und Trefferpunkte, sogenannte „CET-Systeme“. Charakterklassen sind ein Mechanismus, um verschiedene Archetypen an Spielercharakteren regeltechnisch voneinander abzugrenzen und in den Fähigkeiten und Möglichkeiten einzuschränken. Dies kann z. B. bedeuten, dass ein Charakter aus einer Fantasiewelt gemäß den Regeln des Rollenspiels kein großes Schwert führen darf, weil er magische Fähigkeiten hat. Auch wenn dies in der Spielewelt selbst keinen plausiblen Grund haben muss, sollen solche Mechanismen der Spielbalance dienen und Machtgefälle zwischen Spielercharakteren vermeiden helfen. Erfahrungsstufen sind ein Mechanismus, der die Verbesserung der Fähigkeiten des Charakters nur in bestimmten Iterationen zulässt, so zum Beispiel wenn er genug „Erfahrungspunkte“ gesammelt hat. Trefferpunkte sind ein klassischer Mechanismus, um in vereinfachter Form die Gesundheit und körperliche Verfassung eines Rollenspielcharakters zu messen und zu verfolgen.
Modernere Regelsysteme verfolgen den Ansatz, das CET-Prinzip zu überwinden, da des Öfteren die mangelnde Plausibilität von CET-Systemen kritisiert wird. Manche neueren Systeme überwinden das CET-Prinzip in verschiedenen Graden, das Rollenspiel Shadowrun z. B. hat keine Erfahrungsstufen, nutzt aber Charakterklassen und einen Trefferpunktmechanismus. Beim Fantasy Rollenspiel Hârnmaster werden Charakterfähigkeiten nach der Häufigkeit ihrer Verwendung gesteigert und die Gesundheit eines Spielcharakters mit einem tabellenbasierten Gesundheitsregelsystem verfolgt, welches Körperzonen und Effekte wie Infektionen und ähnliches regeltechnisch abbildet. Das Rollenspielsystem GURPS vermeidet Charakterklassen.

### Anforderungen an den Spielleiter

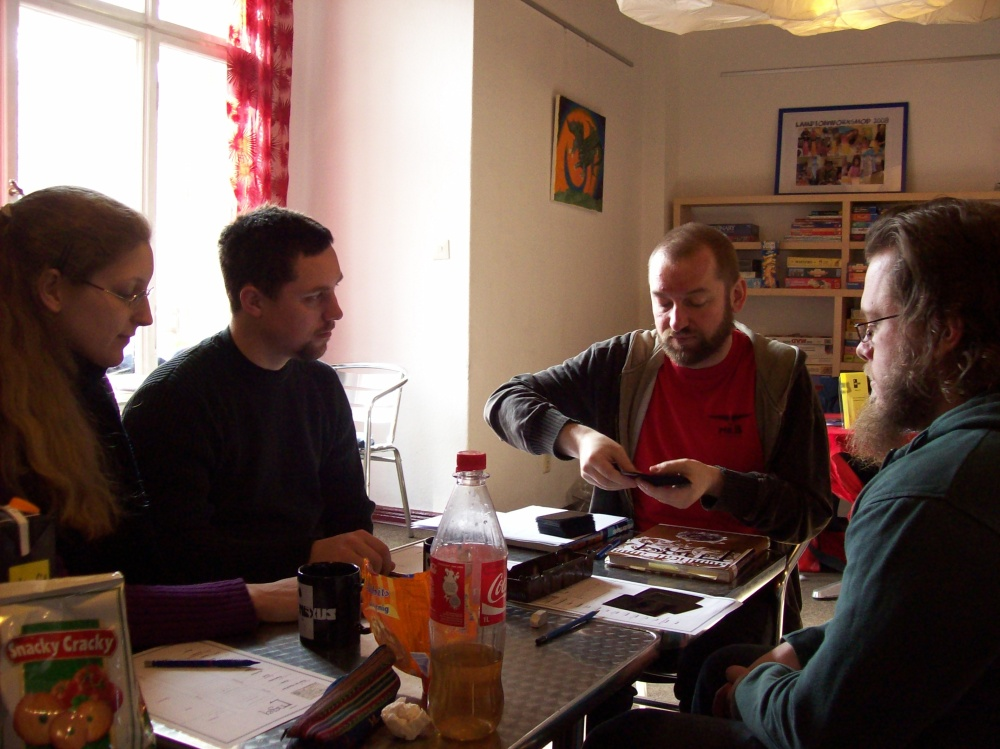
Eine Spielrunde Engel auf der Burg-Con in Berlin 2009, der Spielleiter teilt Karten aus.

An den Spielleiter werden hohe Anforderungen gestellt, da er auf die oft kreativen Aktionen der Spieler reagieren und sie in seine Geschichte einbauen muss. Er muss die Spielregeln beherrschen, da er über ihre Auslegung entscheidet, und die Spielwelt kennen, um die Handlung überzeugend in ihren Hintergrund einbetten zu können (→ Willentliche Aussetzung der Ungläubigkeit). Schließlich muss er einen Überblick über den gesamten geplanten Plot besitzen, um die Veränderung der Spielwelt durch die Ereignisse der Rahmenhandlung und die Taten der Spielercharaktere darstellen zu können.
Für viele Spieler mindert es die Freude am Rollenspiel, wenn der Spielleiter auch die Spielercharaktere lenkt, um die Handlung zu ihrem vorbestimmten Ziel zu führen. Flexible Spielleiter hingegen müssen auch in unvorhergesehenen Situationen kreative Ideen haben, um die Geschehnisse nahtlos in die Geschichte einfließen zu lassen, geplante Ereignisse gegebenenfalls anzupassen und den Mitspielern so das Gefühl zu vermitteln, dass die Handlungsfreiheit ihrer Figuren gewahrt bleibt und ihre Aktionen Einfluss auf die Entwicklung der Spielwelt und des Plots haben.
Der Spielleiter veranschaulicht, wie der Ort der Handlung aussieht und übernimmt die Rolle aller nicht von Spielern gesteuerter Charaktere (NSCs). Er spricht und agiert z. B. für die Bewohner eines Dorfes, den König eines Landes, den Feind samt seinen Gefolgsleuten und Ungeheuern, aber auch die Verbündeten der SCs. Dabei ist es für den Spielleiter herausfordernd, den Spielern das Erzählte möglichst plastisch darzustellen und die NSCs glaubhaft zu präsentieren.

### Zeitliche Struktur eines Rollenspiels
Pen-&-Paper-Rollenspiele haben kein vordefiniertes Ende. Die Geschehnisse können immer weiter gesponnen werden, sodass eine potentiell endlose Geschichte entsteht. Üblicherweise wird das Spiel in Abenteuer eingeteilt, die mit dem Erreichen eines Zieles, dem Lösen einer Aufgabe oder Quest enden. Beispielsweise könnten es Ziele der Spielercharaktere unterschiedlicher Pen-&-Paper-Rollenspiele sein, eine Prinzessin zu retten, einen Schatz zu finden, ein Geheimnis zu enträtseln oder einen Feind zu besiegen.
Aus den verschiedenen Möglichkeiten zum Erreichen dieser Ziele entscheiden die Spieler nach Machbarkeitsabwägungen und entsprechend den Präferenzen ihrer Figuren, welchen Weg sie einschlagen wollen. Kampf, Diplomatie und Intrige sind exemplarische Typen von Lösungsansätzen, die wiederum Ansatzpunkte für weitere Abenteuer – während eines laufenden Plots oder im Anschluss daran – bieten. Maßgeblich ist neben den Vorgaben der Spielwelt und der Abenteuervorlage die Fantasie des Spielleiters, die die Vorstellungen der Spieler und ihre Folgen zu einer Geschichte verbinden muss.
Dabei wird in der Regel eine ästhetische Form angestrebt, die dem Spannungsbogen eines Buches oder Films ähnelt. Die Aneinanderreihung von Abenteuern zu einer komplexen Geschichte nennt man Kampagne (siehe unten, Geschichte). Obwohl die Abenteuer weiterhin in sich abgeschlossen sind, werden sie in einer Kampagne miteinander verbunden und bilden eine komplexere Geschichte mit Wendungen, Erzfeinden, Verbündeten und Heldentaten von bisweilen epischen Ausmaßen. Im Laufe der Abenteuer sammelt die Gruppe viele Fragmente, die sich zu einem größeren Ganzen zusammensetzen. Eine Kampagne ist deshalb nicht zu verwechseln mit einer Reihe von Abenteuern, die zwar von derselben Abenteurergruppe bestritten wird, aber sonst keinen weiteren Zusammenhang haben. Wird ein Abenteuer mit Charakteren gespielt, die inklusive Hintergrund nur für dieses eine Abenteuer vom Spielleiter geschaffen wurden, so spricht man von einem One-Shot.

## Kategorisierung
Rollenspieltheorien unterteilen Pen-&-Paper-Rollenspiele in verschiedene Kategorien. Unterschieden wird zwischen CET- und modernen Systemen und zwischen regel- bzw. würfellastigen Spielen und Erzählspielen („Storytelling Games“), bei denen das Ausgestalten der gespielten Rollen und das Erzählen der Geschichten im Zentrum steht. Die einflussreiche GNS-Theorie von Ron Edwards verwendet die Begriffe Gamismus, Narrativismus und Simulationismus, um zu unterscheiden zwischen den prägenden Aspekten der Überwindung von Herausforderungen in der Abenteuergeschichte (Gamismus), der Entwicklung einer stimmigen und spannenden Geschichte (Narrativismus) und der Erforschung, Entwicklung und Veränderung einer als zwar fantastisch, aber nicht unrealistisch vorgestellten Spielwelt mit eigenständigen Entwicklungsprinzipien (Simulationismus).
Regelarme und regellose Spiele werden auch als freie Rollenspiele bezeichnet. Häufig wird bei regellosen Rollenspielen eine Gruppenvereinbarung definiert, die den Rahmen des Spiels vorgibt. Gemeinsinn und ein gemeinsames Gefühl helfen den Rollenspielern beim kollektiven Erarbeiten der stimmigen Erzählung und angemessenen Reaktion der Spielwelt auf ihre Aktionen. Begriffe wie „Erzählrollenspiel“ und „Abenteuerrollenspiel“ sind selten eindeutig und werden unterschiedlich definiert.

## Geschichte

### Der amerikanische Ansatz

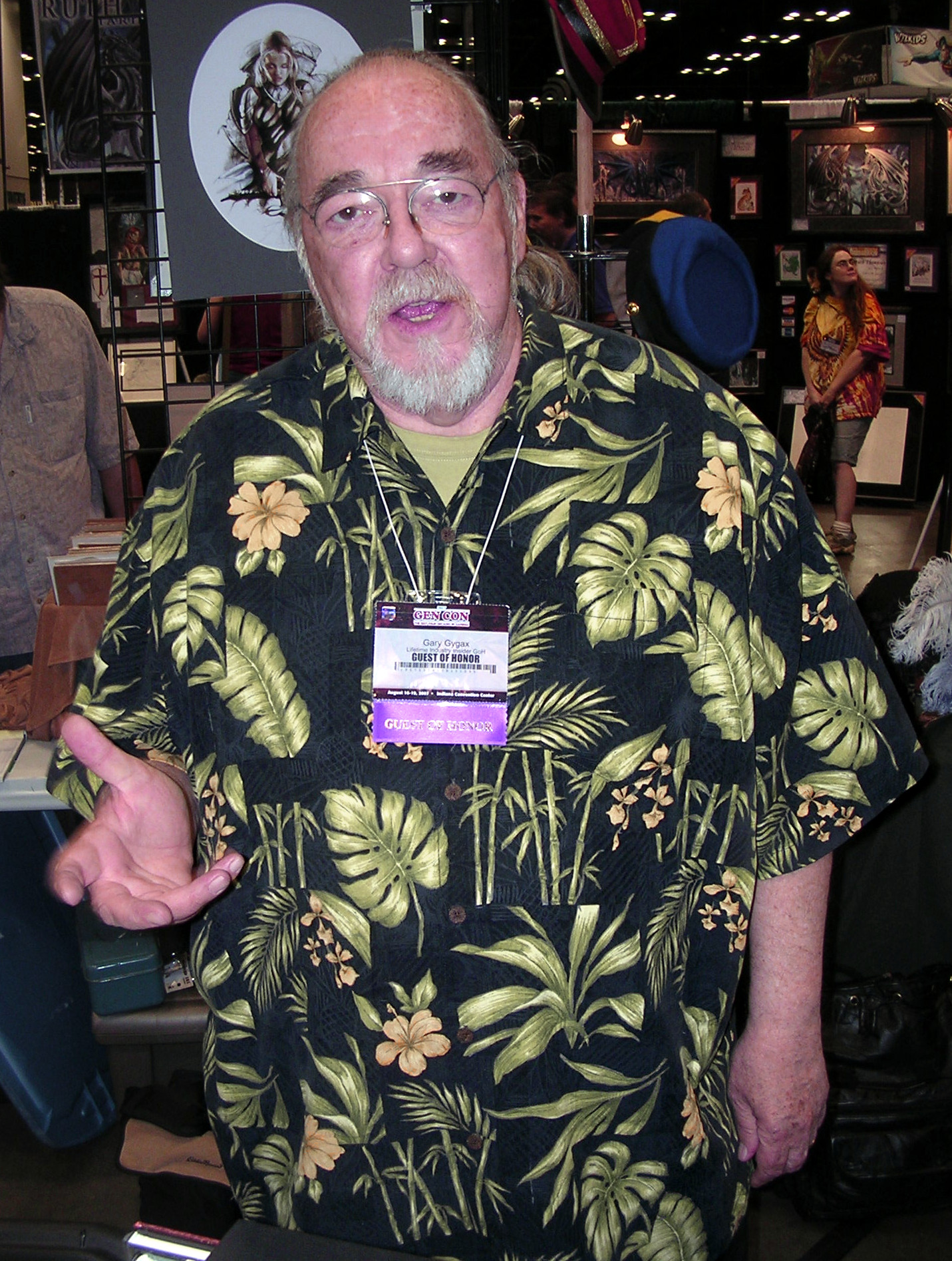
Gary Gygax, der Erfinder des Fantasy-Rollenspiels D&D, auf der Gen Con 2007.

Die Spielform des Pen-&-Paper-Rollenspiels nahm ihren Anfang in den 1970er Jahren in den USA. Dort brachten Gary Gygax und Jeff Perren 1971 das erste Regelwerk von Chainmail heraus, das der Vorläufer des 1974 von Gygax und Dave Arneson veröffentlichten bekanntesten Pen-&-Paper-Rollenspiels „Dungeons & Dragons“ wurde.
Seit den 1960er Jahren spielte in Lake Geneva die Castle & Crusade Society selbst erstellte Konfliktsimulationsspiele („Wargames“), vor allem mit Miniaturen („Tabletop“, z. B. mit Zinnsoldaten). Nach der ersten Wochenend-Veranstaltung 1967 in Gygax’ Privathaus fand jährlich ein Treffen von Wargame-Spielern statt, das in Anspielung auf die Genfer Konventionen (englisch Geneva Conventions) „Geneva Convention“ genannt wurde und das sich unter der Bezeichnung Gen Con zum größten Rollenspieltreffen weltweit entwickelte. Auf einer der ersten Zusammenkünfte begegneten sich Arneson und Gygax und bemerkten übereinstimmende Interessen. Unter dem Einfluss von Conan-Romanen und dem Erfolg des Tolkien-Romans Der Herr der Ringe kam man auf die Idee, ein mittelalterliches Miniaturenspiel zu entwickeln. Gygax hatte schon ein eigenes Regelwerk namens Chainmail erdacht. Gemeinsam schuf man fantastische Kreaturen und Magieregeln und machte ein Fantasy-Spiel daraus. Je detaillierter die Regeln wurden, desto weiter entfernte sich das Spiel von Massenschlachten oder Scharmützeln. Statt Armeen gegeneinander zu führen, spielte man Belagerungen. Es war nur eine Frage der Zeit, bis der Verteidiger der Burg das Geschehen in die Burg verlagerte und Keller und Kavernen einfügte. Arneson kam auf die Idee, die Soldaten in einem Kommandounternehmen eine Burg einnehmen zu lassen, wobei sie Fallen entschärfen und Türen öffnen mussten. So lernte jeder Spieler, sich mit seinem Krieger zu identifizieren. Bald konzentrierte man sich auf das Schicksal einzelner Helden und ihrer Quests.
Es war immer noch ein einfaches Tabletop, das seine Wurzeln, die Wargames, nicht leugnen konnte. Trefferpunkte („Hit Points“) z. B. stammten aus Spielen, in denen Seeschlachten simuliert wurden, die Rüstungsklasse („Armor Class“) kam aus einem Spiel namens Ironclad (Panzerschiff). In Lake Geneva begann Arneson mit seiner „Blackmoor Campaign“, die als am längsten währende Rollenspielkampagne gilt. Der Begriff Kampagne („Campaign“) verweist noch auf den Ursprung aus den militärischen Miniaturenspielen, in denen es um Feldzüge und Schlachten (jeweils englisch campaign) ging.
Bereits in der Urversion von D&D bestanden Differenzen über das Design der Regeln. So waren Arneson und Gygax unterschiedlicher Meinung über Zaubergrade („Spell Levels“). Arneson hatte ein Konzept von Zauberspruch-Trefferpunkten („Spell Hit Points“) und Rettungswürfen („Saving Throws“) im Sinn; er wollte, dass ein gelungener Rettungswurf die vollständige Rettung vor einem Zauberspruch bedeutet, nicht nur halben Schaden anrichtet. 1977/78 spaltete sich das D&D-System durch die Publikation von Gygax’ Advanced Dungeons & Dragons (AD&D), das auf ein komplexeres Spielsystem zielte, während das Basis-D&D als Produkt für Einsteiger galt.
Die Vielfalt der Spielwürfel war zunächst nicht geplant. 1971 hatte man in London in einem Laden am Trafalgar Square zwanzigseitige Würfel (Ikosaeder) entdeckt, die in den Regelmechanismus der Blackmoor-Spielwelt, von Chainmail und Dungeons and Dragons übernommen wurden. Als 1974 die erste Auflage von D&D erscheinen sollte, brauchte man einen neuen Lieferanten, da der Laden in London geschlossen war. Ein Lehrmittelversand in Kalifornien bot solche Dinge an, allerdings nur komplette Sätze, W4 bis W20 in einem Beutel. Die Arbeit, die Beutel aufzureißen, um die Zwanzigseiter herauszunehmen, war der neugegründeten Firma TSR zu groß, also baute man auch die übrigen Würfel in das Spiel ein.
D&D und AD&D wurden bald international bekannt und in vielen Ländern nachgedruckt.

### Der deutsch-österreichische Ansatz
Der mitteleuropäische Ansatz des Rollenspiels basiert auf der Herleitung aus Strategie- und Simulationsspielen wie Schach oder Risiko, erst später kamen Table-Tops mit Zinnminiaturen auf, der Weltmarktführer (A)D&D ist vergleichsweise unterrepräsentiert. Es wird generell mehr Wert auf fest beschriebene Hintergrundwelt samt Geschichte, fest beschriebene Kulturen und in diesem Rahmen agierende Spielsubjekte mit festgelegten Werten und Charaktereigenschaften gelegt.
Auf der Science Fiction Con 1966 in Wien wurde von Eduard Lukschandl und Hubert Straßl der Club FOLLOW (Fellowship of The Lords of the Lands of Wonder) gegründet. Aus dieser Gruppe entwickelte sich das so genannte „Ewige Spiel“, ein Simulationsspiel, bei dem jeder Spieler („Lord“) ein Volk repräsentierte, andere Mitspieler gewann, die ihrerseits Ränge innerhalb des Volkes durchliefen, bis sie selbst zum Lord wurden und ein neues Volk gründen (beziehungsweise beschreiben) durften. Die Welt wurde „Magira“ genannt, das Ewige Spiel selbst „Armageddon“.
Ab 1977 wurde die Idee des Rollenspiels aus den USA importiert und auf Magira umgelegt, Elsa und Jürgen Franke übersetzten damals die wichtigsten Teile des Regelwerks von Empire of the Petal Throne und nahmen eine Anpassung an Magira vor, wobei besonders Augenmerk auf korrekte Simulation von Ereignissen genommen wurde. In Deutschland wurde dann im Jahr 1978 Magira als erstes Rollenspiel herausgebracht, das 1981 in Midgard umbenannt wurde (während das „Ewige Spiel“ als Simulation weitergeführt wurde, spaltete sich das Rollenspiel Midgard/Magira quasi ab und es wurden keine neuen Kontinente/Völker mehr hinzugefügt).
Im Jahr 1983 brachte die von Ulrich Kiesow, Werner Fuchs und Hans Joachim Alpers gegründete Firma Fantasy Productions das Rollenspiel Schwerter und Dämonen heraus, eine Übersetzung des englischen Tunnels & Trolls.
Besonders erfolgreich wurde das 1984 erschienene Spiel Das Schwarze Auge, das bis heute das am weitesten verbreitete Rollenspiel im deutschsprachigen Raum ist. Der damalige Zweite in der Spielwarenbranche (Schmidt Spiele) wollte auf den Zug des Rollenspiels aufspringen und brachte in Verlagsgemeinschaft mit dem Droemer Knaur Romanverlag, der eine begleitende Romanserie produzierte, das von Ulrich Kiesow entwickelte Schwarze Auge auf den Markt. DSA zeichnet sich durch eine sehr detailliert beschriebene Hintergrundwelt (Aventurien) aus, die beständig durch ein Baroniespiel (oder auch Briefspiel) von engagierten Spielern (die von der DSA-Redaktion mit virtuellen Lehen ausgestattet wurden) weiterentwickelt und beschrieben wird.
Neben kommerziellen Systemen sind heute ebenfalls Freie Rollenspiele verbreitet, die teilweise im Internet kostenlos heruntergeladen werden können.

## Künstlerische Rezeption
Obwohl Rollenspiele nie zu einem Massenphänomen geworden sind, haben sie in Literatur, Film und weiteren Medien Spuren hinterlassen:
- Im Spielberg-Film E. T. (1982) wird die Entdeckung des Außerirdischen eingeleitet durch eine Filmszene, in der der Junge Elliott mit Geschwistern und Freunden ein miniaturengestütztes Rollenspiel spielt. Es findet hier eine indirekte Übertragung zwischen gespielter Phantasie und phantastischer Realität statt.
- Der Film Labyrinth der Monster (1982) stellte das Thema Rollenspiel erstmals in den Mittelpunkt. Geschildert wird der Realitätsverlust eines Rollenspielers. Ähnlich aufgebaut ist der spanische Film El Corazón del guerrero (The Heart of the Warrior, 2000).
- Im Kriminalroman Inspektor Jury sucht den Kennington-Smaragd von Martha Grimes (1983) kommt Inspektor Jury in Berührung mit einer Rollenspielgruppe und gewährt Einblicke in die noch junge Rollenspieler-Szene. Die im Spiel verwendete Karte eines Labyrinths hilft später bei der Aufklärung des Mordfalls.
- Mit dem Film Dungeons & Dragons (2000) diente erstmals ein Rollenspielsystem selbst als Vorlage für einen Spielfilm. Der Regisseur Courtney Solomon verwendete allerdings keine der bekannten D&D-Welten, sondern schuf eine eigene Hintergrundwelt. Trotz schlechter Kritiken ist Solomons Film interessant, da typische Rollenspielelemente (Heldengruppe mit verschiedenen Fantasyrassen, Queststruktur, Labyrinthe, Diebesthematik) sowohl Handlung als auch Filmstruktur prägen.
- Die Independent-Produktionen The Gamers (2002) und The Gamers: Dorkness Rising (2008) karikieren hingegen die Szene. Die Handlung wechselt zwischen einer studentischen Rollenspielrunde am Spieltisch und den Erlebnissen der imaginären Heldengruppe, wobei diese als Persiflage angelegt sind.
- In der TV-Zeichentrickserie Futurama wird verschiedentlich Bezug auf das Rollenspiel Dungeons and Dragons genommen, insbesondere in der Episode Geschichten von Interesse I in der auch Gary Gygax einen größeren Gastauftritt hat.
- Der Futurama-Film Bender’s Game bezieht sich zum großen Teil ebenfalls auf Dungeon and Dragons und ist Gary Gygax gewidmet, der verstarb, während der Film in Produktion war.
- In Astrópía sind die Protagonisten Rollenspieler.
- Das Rollenspiel Vampire: Die Maskerade diente als Vorlage für die Fernsehserie Embraced – Clan der Vampire.
- In der Serie Stranger Things spielen die jungen Protagonisten regelmäßig Dungeons & Dragons und referenzieren klassische Heldengruppen und Monster aus diesem Rollenspiel.
- In der Serie The Big Bang Theory spielen Sheldon Cooper und seine Mitbewohner und Freunde in mehreren Episoden Dungeons & Dragons.
- Die Computerspielserie Simon the Sorcerer parodiert Rollenspieler. So trifft etwa der namensgebende Protagonist im zweiten Teil auf eine Gruppe Nerds, die „Büros & Buchhalter“ spielen.
- In der Serie Community nutzen die Protagonisten den sozialen Aspekt von Pen-&-Paper-Spielen um einem Kommilitonen aus einer Depression zu helfen und einen Freund mit seinem entfremdeten Sohn zu versöhnen. Die Darstellung der Spiele gleicht einer klassischen Runde Dungeons & Dragons, mit der Ausnahme, dass der Spielleiter alle Charaktere erstellt hat und für die Spieler würfelt.

## Organisation und Vertrieb
Rollenspieler organisieren sich häufig in Rollenspielvereinen, um Conventions zu veranstalten, auf denen man sich trifft, gemeinsam spielt und Handel mit Rollenspiel- und Fan-Artikeln treibt. Die weltweit bedeutendste Rollenspielerzusammenkunft ist seit 1967 Gen Con an verschiedenen Orten, zumeist in den USA. Meistbesucht in Deutschland ist das seit 1997 stattfindende Hamburger Fantasy-Spieler-Treffen NORDCON sowie die themenübergreifenden Role Play Convention und Spielemesse Essen, auf der sehr viele Neuerscheinungen im Rollenspielbereich vorgestellt und präsentiert werden.
Die meisten Pen-&-Paper-Rollenspiel-Produkte haben eine ISBN, werden aber selten über Buchhändler, sondern über Fachgeschäfte („Rollenspielläden“), Onlinestores, Messen und Conventions vertrieben. Die wichtigsten Großhändler für Rollenspiele in Deutschland sind Pegasus Spiele und – seit der Übernahme von Das Schwarze Auge 2007 – Ulisses Spiele.